# Sluč (přítok Pripjati)
Sluč nebo Severní Sluč (rusky Случь nebo Северная Случь) je řeka v Minské oblasti v Bělorusku. Je 228 km dlouhá. Povodí má rozlohu 5260 km².

## Průběh toku
Protéká převážně Polesím. Na středním toku byla vybudována Soligorská vodní nádrž. Zprava přibírá Morač. Ústí zleva do řeky Pripjať (povodí Dněpru).

## Vodní režim
Zdroj vody je smíšený s převahou sněhového. Průměrný průtok ve vzdálenosti 46 km od ústí je 20,3 m³/s. Zamrzá v prosinci a rozmrzá na konci března.

## Využití
Je splavná. Leží na ní město Sluck.